# Couvent du Père Éternel d'Auray
Le couvent du Père Éternel est un ancien couvent des religieuses hospitalières du Tiers-Ordre franciscain, situé à Auray, dans le département français du Morbihan, en France.

## Histoire
Le couvent du Père Éternel est fondé au XVIIe siècle par Jeanne de Quélen. À la fin du XIXe siècle, il connaît de nombreuses transformations demandées par l´ordre des Sœurs de la charité de Saint-Louis (en latin : Congregationis Sororum a Caritate Sancti Ludovici) qui forment une congrégation religieuse féminine de droit pontifical. Le couvent du Père Éternel y avait été rattaché, le but de la congrégation étant l'enseignement et le soin des malades dans les hôpitaux.

## La chapelle
La chapelle est construite en même temps que le couvent des Sœurs cordelières en 1644 en intégrant une école de filles. Les Cordelières sont chassées lors de la Révolution française et les bâtiments sont mis en vente. Ils sont totalement rénovés en 1808, à la demande du curé d'Auray, Gabriel Deshayes.
La chapelle renferme des stalles et des boiseries, datant des XVIe et XVIIe siècles, qui sont l’œuvre des moines de l’ancienne chartreuse d'Auray (à Brech). Elle renferme aussid'autres pièces de mobilier répertoriées :
- Prie-Dieu époque Louis XIV[3] ;
- Lambris de revêtement[4] ;
- Stalles vendues, vers 1890, par M. Deshayes, curé d'Auray, à la congrégation des sœurs de la Charité de Saint-Louis et qui provenaient de la salle capitulaire de la chartreuse d'Auray[5] ;
- Clôture liturgique[6] ;
- 8 verrières à personnages : Éducation de la Vierge, Éducation de saint Louis par Blanche de Castille, Vierge des sept douleurs, Sacré-Cœur[7],[8] ;